# Meziane Zaghzi
Meziane Zaghzi (en arabe : مزيان زغزي) est un footballeur international algérien né le 21 mai 1962 à Créteil en France. Il évoluait au poste d'attaquant.

## Biographie

### En club
Il évolue en première division algérienne avec son club formateur, le RC Kouba, le CR Belouizdad et l'ASO Chlef, avant d'aller en Tunisie pour jouer chez l'AS La Marsa où il a atteint la finale de la coupe nationale, puis il revient au pays pour finir sa carrière footballistique dans des clubs de divisions inférieures.

### En équipe nationale
Il reçoit une seule sélection en équipe d'Algérie en 1985. Son seul match avec Les Verts a eu lieu le 22 mars 1985 contre la Mauritanie (nul 1-1).

## Palmarès
AS La Marsa
- Coupe de Tunisie :
  - Finaliste : 1992-93.